# NUnit
NUnit je framework pro tvorbu jednotkových testů na platformě .NET. Jedná se o portaci oblíbeného frameworku JUnit určeného pro Javu. NUnit je další z rodiny xUnit frameworků. Na jeho vývoji se podíleli i Kent Beck a Erich Gamma.